# Примо Леви
Примо Леви (на италиански: Primo Levi) е химик по професия и писател по призвание, сред най-превежданите италиански автори, автор на есета, романи, разкази, мемоари и стихове, както и партизанин, оцелял от Холокоста.
Партизанин антифашист, на 13 декември 1943 г. той е арестуван от фашистите във  Вале д'Аоста, изпратен е в лагер във Фосоли и през февруари 1944 г. е депортиран в концентрационния лагер Аушвиц като евреин. След като бяга от там, той се завръща в Италия, където се посвещава всеотдайно на задачата да разкаже за зверствата, които е видял и изтърпял. Най-известната му творба от мемоарния жанр е „Нима това е човек“, в която разказва за преживяванията си в нацисткия концентрационен лагер. Книгата се счита за класика на световната литература.
Леви е автор и на преводи на Хайнрих Хайне, Ръдиард Киплинг, Франц Кафка и Клод Леви-Строс.

## Биография и творчество

### Семейство
Примо Леви е роден на 31 юли 1919 г.  в северноиталианския град Торино, в апартамент на бул „ Крал Умберто“ 75, където живее до края на живота си. Той е най-големият син на Чезаре Леви (1878-1942) и Естер Луцати (1895-1991), женени от 1917 г. и принадлежащи към семейства от еврейски произход. Неговите предци са пиемонтски евреи от Испания и Прованс; дядо му по бащина линия е строителен инженер, а дядо му по майчина линия е търговец на платове. Баща му Чезаре, практикуващ евреин, завършва електроинженерство през 1901 г. и е служител на компанията „Ганц“; той често е далеч от семейството по работа, главно в чужбина (особено в Унгария). Въпреки това той оказва дълбоко влияние върху сина си, предавайки му своите интереси в науката и литературата (Леви казва, че баща му му е купил микроскоп и му е дал много книги), които също стават отличителни черти на личността на Примо Леви като елементи от бъдещата му литературна продукция. През 1921 г. се ражда сестра му Анна Мария, с която Леви остава много близък през целия си живот.

### Гимназиални години
След началното училище ходи на частни уроци за една година поради лошото си здраве. През 1930 г. се записва в училище „Д'Адзельо“ в Торино, а между 1934 и 1935 г. учи в едноименната класическа гимназия, известна с това, че в предходните години там учат или преподават фигури, които се открояват с опозицията си срещу фашисткия режим., включително Аугусто Монти, Франко Антоничели, Умберто Козмо, Норберто Бобио, Дзино Дзини и Масимо Мила. 
Леви е добър ученик, срамежлив и прилежен, интересува се много от биология и химия, и по-малко от история и италиански език; изразява нетърпимост към абстрактното литературно знание, което му се преподава. Сприятелява се с някои съученици (по-специално с Марио Пиаченца), с които споделя интерес към химията; с други приятели пък основава нещо като спортна група-фен клуб на името на бегача Луиджи Бекали. По време на гимназиалните си години е съученик на бъдещата писателка Фернанда Пивано. Той е ученик на Адзелия Аричи, с която поддържа контакт през целия си живот и на която посвещава некролог, публикуван във вестник „Стампа“. През гимназията се заражда любовта му към планината. 
През 1936-1937 г. е един от редакторите на единствения брой на D'Azeglio sotto Spirito – училищно списание, в което публикува първото си стихотворение Voi non sa studi, в което разказва за злополуките си при опита си да направи хербарий по препоръка на учителя по наука. През този период се развива намерението му да започне кариера в областта на химията и той обявява решението си на баща си на 16-ия си рожден ден на 31 юли 1935 г.

### Следване в университет и първи трудов опит
През септември 1937 г., след като е оставен на поправителен изпит по италиански през юни, Леви завършва класическата гимназия „Масимо д'Адзельо“. Записва се да учи химия в Торинския университет. Баща му неохотно се присъединява към фашистката партия. През ноември 1938 г. расовите закони влизат в сила в Италия след тези в Германия, където антисемитизмът вече се е проявил чрез актове на насилие и потисничество. Тези закони въвеждат сериозна дискриминация срещу онези италиански граждани, които фашисткият режим смята за принадлежащи към еврейската раса. Расовите закони оказват решаващо непряко влияние върху неговата академична и интелектуална кариера. Те изключват достъпа до университетско обучение за евреите, но позволяват на тези, които вече следват, да завършат обучението си. 
През студентските си години Леви посещава антифашистки студентски кръгове; чете Чарлз Дарвин, Томас Ман, Лев Толстой. Въпреки че издържа изпитите, поради расовите закони той има затруднения с намирането на ръководител за дипломната си работа, Все пак през 1941 г. завършва с отличие и с дипломна работа по химия (Валденово обръщане с ръководител проф. Джакомо Понцио): той всъщност защитава една дипломна работа и две по-малки, едната от които, в експерименталната физика, е щяла да бъде основната му дипломна работа, ако евреите не са били възпрепятствани да извършват лабораторни изследвания. Дипломата за степен носи уточнението „от еврейска раса“. 
По това време баща му се разболява от рак. Възникналите икономически затруднения затрудняват търсенето му на работа. Леви е нает полунелегално от компания (той не се появява официално във ведомостта, въпреки че работи в лаборатория), със задачата да намери рентабилен метод за извличане на следите от никел, съдържащи се в отпадъчния материал на кариера от азбест близо до Ланцо Торинезе. Вероятно от този период датират първите му литературни експерименти като поемата Crescenzago или проектът за планински разказ. През 1942 г. се премества в Милано, след като намира по-добра работа в централата на Wander AG – швейцарска компания, произвеждаща специални храни и фармацевтични продукти, където оотговаря за изучаването на някои лекарства срещу диабет. Тук Леви, заедно с няколко приятели, влиза в контакт с войнствени антифашистки кръгове и се присъединява към тайната Партия на действието.

### Съпротива и концентрационен лагер Аушвиц
След на 8 септември 1943 г. – примирието на Италия с антихитлеристката коалиция Леви намира убежище в планините, присъединявайки се към партизанска група, действаща във Вале д'Аоста. Периодът на войнственост сред партизаните на Кол дьо Жу е това, което самият Леви преценява като преживяване на добронамерени, но наивни млади хора, без оръжия и солидни контакти. Неговият партизански опит е обект на две есета, публикувани през няколко месеца през 2013 г., и на остра журналистическа полемика. Малко след това, на разсъмване на 13 декември 1943 г., той е арестуван заедно с двама свои другари от фашистката милиция в село Амай, от страната на Сен Венсан на Кол дьо Жу (между Сен Венсан и Брюсон). Когато го разпитват, той предпочита да се обяви за евреин, а не за партизанин и поради тази причина е преместен в лагера Фосоли близо до Карпи в провинция Модена.
На 22 февруари 1944 г. Леви и 650 други еврейски жени и мъже са натъпкани в товарен влак. Във вагона му има 45 души, включително майка с новородено бебе; Те пътуват 5 дни и през нощта пристигат в концентрационния лагер Аушвиц в Полша. Леви е регистриран с номер 174517 и е незабавно отведен в лагера Буна-Моновиц, тогава известен като Аушвиц III, където остава до освобождаването му от Червената армия на 27 януари 1945 г.
Леви приписва оцеляването си на серия от щастливи срещи и съвпадения. На първо място, чрез четене на научни публикации по време на обучението си, той научава елементарен немски език и следователно е в състояние да разбира заповедите, които му се дават; от голямо значение е и срещата му с Лоренцо Пероне, цивилен служител като зидар, който, излагайки се на голям личен риск, му осигурява редовно храна. По-късно, към края на 1944 г., той е прегледан от комисия за подбор, натоварена да набира химици за Буна – фабрика за производство на каучук и собственост на германския химически гигант Фарбен.
Заедно с двама други затворници (и двамата по-късно умират по време на евакуационния марш) той получава, след като издържа изпита, позиция в лабораторията Буна, където изпълнява по-малко уморителни задачи и има възможността да пренася контрабандно материали, с които да извършва трансакции за получаване на храна. При това той се възползва от сътрудничеството на друг затворник, с когото е много близък – Алберто Дала Волта, също италианец. Накрая, през януари 1945 г., непосредствено преди освобождаването на лагера от Червената армия, той се разболява от скарлатина и е приет в лагерния лазарет; германците евакуират лагера и изоставят болните, така че Леви за щастие избягва от евакуационния марш от Аушвиц, в който Алберто умира. Той е един от 20-те оцелели от 650-те италиански евреи, които пристигат с него в лагера.
Пътуването му обратно до Италия, разказано в мемоарите му „Примирието“, е дълго и тревожно. Леви работи като медицински брат няколко месеца в Катовице, в съветски транзитен лагер; през юни започва пътуването си за репатриране, което продължава до октомври: следва маршрут, който го води от Беларус до родината му през Украйна, Румъния, Унгария, Австрия и Германия.

### Завръщане в Италия и кариера на писател
Леви пристига в Торино и се възстановява физически. Той се свърза отново с членове на семейството и приятели, които са оцелели след Холокоста. Намира работа във фабриката за бои Дуко-Монтшкатини в Авиляна, близо до Торино, която напуска през 1947 г.
Преживяванията му в концентрационния лагер го засягат дълбоко: кошмарът, който е преживял там, веднага го тласка да напише текст, който е свидетелство за опита му в Аушвиц и който е озаглавен „Нима това е човек“. Пет глави от него вече са публикувани между 29 март и 31 май 1947 г. в L'amico del Popolo – орган на Комунистическата федерация на Верчели, и впоследствие са преработени. Публикуването на произведението в това издание се дължи на интереса на неговия приятел Силвио Ортона. След това стихотворението Buna Lager е добавено през 1945 г., отново публикувано във вестника. По-късно той среща Лучия Морпурго (1920-2009), за която се жени през септември 1947 г.: тази среща, заедно с работата му като химик, му позволяват да преодолее най-болезнения момент от завръщането си и да се посвети на писането на „Нима това е човек“. В „Периодичната система“ Примо Леви определя писането си като „работа на химик, който претегля и разделя, измерва и съди по определени доказателства и се опитва да отговори на въпроса „Защо““. През 1947 г. той завършва ръкописа, но много италиански издателства, включително „Ейнауди“, го отхвърлят. Публикуван е от малкото издателство „Де Силва“, редактиран от Франко Антоничели. Въпреки добрия прием от критиците, включително благоприятната рецензия на Итало Калвино във вестник „Унита“, романът постига ограничен успех в продажбите. От отпечатаните 2500 копия са продадени едва 1500, особено в Торино.
Работата на Леви е един от първите паметници на еврейски депортирани в нацистките лагери за унищожение. Преди „Нима това е човек“ Леви пише на д-р Леонардо Де Бенедети по искане на руските власти, „Доклад за Аушвиц“ – първото есе, описващо санитарните условия в концентрационните лагери. Тогава Леви изоставя света на литературата и се посвещава на професията на химик. След кратък опит като самостоятелно зает работник с приятел той намира работа в Сива – компания за производство на бои в Сетимо Торинезе, чието управление поема по-късно до пенсионирането си. През 1948 г. се ражда дъщеря му Лиза Лоренца, а през 1957 г. синът му Ренцо.
През 1955 г. изложба в Торино за депортирането на евреите се радва на изключителен обществен отзвук: Леви осъзнава големия интерес към Холокоста, особено сред младите хора. Участва в множество обществени срещи (особено в училищата). През 1955 г. той отново предлага романа си „Нима това е човек“ на изд. „Ейнауди“, което решава да го публикува през юни 1958 г.: това ново издание, с промени и допълнения, по-специално уводната част, в която Леви разказва за ареста си, се радва на незабавен успех. От 1959 г. той сътрудничи на преводите на произведенията му на английски и на немски език: преводът на немски е особено важен за Леви (една от целите, които си поставя при написването на романа си, е да накара германския народ да разбере какво е направено в негово име и да го накара да поеме поне частична отговорност). Окуражен от международния успех, през 1962 г., четиринадесет години след написването на „Нима това е човек“, той започва да работи върху нова творба за обратното пътуване от Аушвиц: тази творба е озаглавена „Примирието“, написана методично (за разлика от „Нима това е човек“) и печели първото издание на наградата „Кампиело“ (1963). Творбата се радва на добър прием от критиците. В последвалата си литературна продукция, черпейки вдъхновение от опита си като химик, наблюдението на природата и въздействието на науката и технологиите върху ежедневния живот се превръщат във вдъхновение за оригинални ситуации, разказани в разкази, публикувани в Il Giorno.
В този период животът му е ясно разделен на три ангажимента: фабриката, семейството и писането. Прави многобройни командировки до Германия и Англия. През 1965 г. той се завръща в Аушвиц за възпоменателна церемония.

### 80-те и 90-те години
Леви прави много командировки в Съветския съюз. През 1975 г. решава да се пенсионира (като изоставя управлението на фабриката, но остава консултант в продължение на две години) и да се посвети изцяло на писане и провеждане на срещи в училищата. През същата година излиза сборникът му с разкази Периодичната система“, в който автобиографични епизоди и измислени истории са свързани с химичен елемент. Работата му печели наградата „Прато за съпротива“. На 19 октомври 2006 г. Кралският институт на Обединеното кралство избира това произведение за най-добрата научна книга, писана някога, като я предпочита пред ред фундаментални научнопопулярни четива, включително „Пътешествие около света с кораба Бигъл“ на Чарлз Дарвин и „Себичният ген“ на Ричард Доукинс.
През 1978 г. публикува La chiave a stella. Този сборник с разкази, чийто главен герой е същият герой, Либертино Фосоне, представлява почит към творческата работа и по-специално към онзи голям брой италиански техници, работили по целия свят след големите строителни проекти, извършени от италианската индустрия през 60-те и 70-те г. През юли 1979 г. сборникът печели наградата „Стрега“. Клод Леви-Строс хвали творбата.
През 1982 г. Леви се връща към темата за Втората световна война, разказвайки в Se non ora, quando? за пикаресковите приключения на група еврейски партизани от полски и руски произход, които устройват засада на германците на Източния фронт и в крайна сметка преминават през териториите на победения Райх, до Милано, откъдето някои поемат по пътя към Палестина, за да участват в изграждането на държавата Израел. Книгата печели наградата „Кампиело“ и наградата „Виареджо“ през 1982 г.
Връща се в Аушвиц за втори път, изпитвайки силна емоция. Заема позиция със статия въс в. „Република“ срещу Израел, който е нахлул в Ливан. Заема се с превода на „Процесът“ на Франц Кафка по покана на Джулио Ейнауди, а след това и на две произведения на Клод Леви-Строс.
В сборника с есета „Потъналите и спасените“ (1986), черпейки вдъхновение от многото диалози с млади хора, в публични срещи и размяна на писма, писателят се връща за последен път към темата за Холокоста, опитвайки се да анализира опита си с отряд, задавайки си въпроса защо хората се държат така в Аушвиц и защо някои оцеляват, а други не. По-специално той разширява анализа си до „сивата зона“, както я определя, представена от всички онези, които в различни качества и с различни задачи участват в проекта за нацистки концентрационни лагери.

### Смърт
67-годишният писател е намерен мъртъв на 11 април 1987 г. в атриума на сградата на бул „Крал Умберто“ 75 в Торино, където е живял. Тялото е намерено в основата на стълбището на сградата, след падане. Въпреки че далеч най-утвърдената хипотеза е тази за самоубийство, някои твърдят, че падането може да е причинено от силната замаяност, от която е страдал Леви. Погребан е в израелското гробище на Монументалното гробище в Торино.

## Мисъл и интереси
Леви има множество интереси, дължащи се най-вече на областите на науката и литературата, както може да се види от L'altrui mestiere. Неговата научна култура се простира и до биологията: той е привлечен по-специално от етологията и й посвещава много разкази и статии на различни животни. Следва физиката със страст и коментира много от научните събития на своето време, като кацането на Луната и Чернобилската авария, той изразява своите възгледи за ядрената заплаха и говори почти наравно с известния физик Тулио Редже. Отделя особено информационно внимание на химията, с многобройни препратки към своя трудов опит и обикновен живот. Също се сблъсква с първите компютри, научавайки се да ги използва като текстови редактори. Леви показва в своите писания особено дълбока научна култура, която също е "замърсила" неговия лексикон и литературен стил, в който се идентифицират чести препратки към научни аспекти и обща употреба на научна терминология (като горна граница ); той се съсредоточава върху опита (например в La chiave a stella) да облагороди отново материята, ръчния труд и използването на сетивата, за разлика от абстрактната ерудиция. Тази конкретност, придържане към реалността и трезвост се отразяват в неговата писателска дейност, която той смята за протичаща по линия на приемственост с работата си като химик.
Следователно работата му се смята за връзка между научната култура и хуманистичната култура, разделянето между които е абсурдно за Леви. Всъщност той култивира аматьорска страст към езикознанието, докато професионално се опитва да превежда от немски и френски за изд. "Ейнауди“. Чете класически, научни и научнофантастични книги (Чарлз Дарвин, Олдъс Хъксли, Томас Ман, Лорънс Стърн, Лев Толстой, Франц Верфел).
Не е религиозен: „Моят живот е на човек, който е живял и живее без Бог, в безразличието на Бог“, заявява той, интервюиран от Джузепе Грико, противопоставяйки себе си на вярващия Ели Визел; „Аз, невярващият и още по-малко вярващият след сезона в Аушвиц“, въпреки че той заявява, че изпитва завист към вярващите. След ужасното преживяване на концентрационния лагер той радикализира атеизма си: „Има Аушвиц, следователно не може да има Бог. Не мога да намеря решение на дилемата. Търся го, но не мога да го намеря“: той говори за близост до материалистичната позиция на Джакомо Леопарди, също като следствие от собствената му привързаност към науката. Въпреки че не е религиозен, той се интересува от еврейската култура и традиция: приема еврейската си идентичност, но не и вярата си.

## Литературен стил
Литературният стил на Примо Леви в „Нима това е човек“ се развива в сух разказ без реторика, синтетичен и достатъчно изчерпателен, за да разбере чувствата и социалния фон на действието на творбата: стил, който е много подходящ за широката публика, към която Леви възнамерява да се обърне, особено когато се занимава с тема от изключителна важност, като тази за затварянето в концентрационен лагер. Работата обаче е подхранвана от задълбочено познаване на класиката, научена както в гимназията, така и благодарение на много лични четения.
Има значителни разлики между различните произведения, особено в сравнение с „Нима това е човек“. Първата творба всъщност е съставена под стимула да свидетелства за това, което той е преживял, споменът за който е все още съвсем скорошен по време на събитията; за следващите си произведения, като се започне с „Примирието“, Леви съставя книгите си по много по-систематичен начин, като си поставя точни срокове и пише редовно в предварително определени часове.

### Романи
- Se questo è un uomo (1947, 1958)
Нима това е човек, изд „Ангелинов и партньори“ (1995), прев. Божан Христов, ISBN 954-631-005-0 (заедно с „Примирието“)
- La tregua (1963), изд. в „Нима това е човек“ (1995)
- La chiave a stella (1978)
- Se non ora, quando? (1982)

### Сборници с разкази
- Storie naturali (1966), с псевдонима Дамиано Малабайла
- Vizio di forma (1971)
- Il sistema periodico (1975)
Периодичната система, изд. „Жанет 45“, Пловдив (2016), прев. Нева Мичева[39]
- La ricerca delle radici. Antologia personale (1981)
- Lilit e altri racconti (1981)
- L'ultimo Natale di guerra (1986)

### Публицистика
- Dialogo (1984), с Тулио Редже
- L'altrui mestiere (1985)
- I sommersi e i salvati (1986)
Потъналите и спасените. Превод от италиански език Нева Мичева. Пловдив: Жанет 45, 2020[40][41]
- Autoritratto di Primo Levi. Conversazione critica (1987), с Фердинандо Камон
- Primo Levi per l'ANED, l'ANED per Primo Levi (1997)
- Conversazioni e interviste 1963-1987 (1997)
- L'asimmetria e la vita. Articoli e saggi 1955-1987 (2002)
- Intervista a Primo Levi, ex deportato (2001), съст. Анна Браво и Федерико Черея
- Così fu Auschwitz. Testimonianze 1945-1986 (2015), с Леонардо Де Бенедети, съст. Доменико Скарпа
- Io che vi parlo. Conversazione con Giovanni Tesio (2016)
- Il veleno di Auschwitz. Il volto e la voce: testimonianze in TV 1963-1986 (2016), съст. Фредиано Сеси и Стас Гавронски

## Обяснителни бележки
1. ↑  Според Иън Томпсън (Ian Thomson, Primo Levi, Londra, Hutchinson, 2002, с. 17-18) и според разказа, даден от самия Леви на Джовани Тезио (Giovanni Tesio, Primo Levi: ancora qualcosa da dire. Conversazioni e letture tra biografia e invenzione, Novara, Interlinea, 2018, с. 12), пълното име на писателя е „Примо Микеле“. Второто име, възприело това на самоубилия се дядо му по бащина линия, не е засвидетелствано в официалните документи на писателя (и по-специално в тези, свързани с училищната програма), нито е посочено в изданията на книгите му, нито като цяло са използвани в рамките на неговата обществена дейност.
2. ↑  Става въпрос за Il lungo viaggio di Primo Levi на Фредиано Сеси и за Partigia. Una storia della Resistenza на Серджо Луцато. Противоречието засяга журналистите Гад Лернер, Паоло Миели, Франческо Боргоново, Едоардо Кастаня и историците Джовани Де Луна, Гуидо Крейнц, Гуидо Бонфилиоли, Алберто Кавальон и се отнаса до възможността да се преразгледа една история, определена от самия Леви като „грозна тайна“, забравена повече от 38 години, тоест екзекуцията на двама партизански другари от ръководителите на бандата за извършени от двамата кражби и грабежи. Според тезата на Луцато самият Леви вероятно е бил свидетел на екзекуцията и аферата го хвърлила в дълбоко отчаяние, отнемайки желанието му да се бие. Леви споменава само този епизод в Oro,един от 21-те разказа в сборника „Периодичната система“ (1975)
3. ↑  Седем депортирани евреи са автори на автобиографични истории, публикувани в Италия в първите следвоенни години: Лазаро Леви в края на 1945 г., Джулиана Фиорентино Тедески, Алба Валех Капоци, Фрида Мисул и Лучана Нисим Момиляно през 1946 г. и накрая през 1947 г. Примо Леви и Лиана Милу . Към тях трябва да се добави Луиджи Фери, чиито показания (на немски) са дадени през април 1945 г. пред един от първите трибунали, призован да съди нацистките престъпления; София Шафранова, чиито показания са събрани през 1945 г. в книга-интервю от Алберто Кавалиере, и Бруно Пиаца, чиито мемоари, написани през същите години, обаче са публикувани едва през 1956 г.